# Bad Religion
Bad Religion (укр. Погана релігія) — американський панк-рок-гурт з північного передмістя Лос-Анджелеса, утворений в 1979 році. Більшість пісень гурту на релігійну, політичну чи соціальну тематику. Склад гурту змінювався кілька разів, лише вокаліст Грег Граффін бути єдиним постійним членом гурту, проте у теперішньому складі є три з чотирьох оригінальних учасників гурту (Грег Граффін, Бретт Гуревич і Джей Бентлі). Bad Religion випустили шістнадцять студійних альбомів, два концертні альбоми, три збірки, два міні-альбоми, та два DVD-диски (обидва були записані наживо). Хоча гурт отримав культовий статус, але більшість ранніх альбомів Bad Religion не мали комерційного успіху до 1994 року, коли вийшов восьмий студійний альбом Stranger Than Fiction, який містив найвідоміші хіти гурту: Infected і перезаписана версія 21st Century (Digital Boy), ставши «золотим» у США та Канаді. Їх останній альбом True North, вийшов 22 січня 2013 року. Bad Religion продали понад 5 мільйонів копій альбому в усьому світі, ставши одним з багатьох найпопулярніших панк-рок-гуртів всіх часів таких, як The Offspring, Green Day, Rancid, NOFX та Social Distortion.

## Історія

### Заснування та ранні роки гурту (1979—1983)
Bad Religion сформували в Лос-Анджелесі 1979 року старшокласники Грег Граффін, Джей Бентлі, Джей Зіскраут та Бретт Гуревич. Згідно з басистом Джеєм Бентлі, гурт утворився десь в листопаді чи вересні 1979 року, проте ніхто не пам'ятає коли саме. Перший публічний виступ відбувся на складі у Fullerton Каліфорнія, гурт виконував 6 пісень на «розігріві» перед виступом Social Distortion. Перший офіційний виступ гурту відбувся 11 листопада 1980 року в Joey Kills Bar, що у Бербанк, Каліфорнія.
У 1981 році гурт випустив свій перший однойменний альбом на новоствореному лейблі, Epitaph Records, яким і досі продовжує управляти його засновник Бретт Гуревич. У 1982 гурт почав запис свого першого повноформатного альбому, How Could Hell Be Any Worse?. Протягом запису цього альбому, ударник Джей Зіскраут вийшов з гурту, і його замінив Піт Файнстоун. How Could Hell Be Any Worse? також розповсюджували Epitaph Records, було продано понад 12000 копій.

### Into the Unknown,Back to the Knownта перерви (1983—1985)
У 1983 році, гурт видав альбом Into the Unknown. Майже всі примірники альбому гурт були продані зі складу, без відома гурту, після чого цей альбом не видавася. Цей інцидент спричинив тимчасовий розпуск гурту зразу ж після виходу альбому.
Пізніше, Граффін знову зібрав Bad Religion разом з гітаристом з Circle Jerks Грегом Гетсоном який замінив Гуревича, який пішов у реабілітаційну клініку через проблеми з наркотиками. Bad Religion повернулись з дещо провальним міні-альбомом Back to the Known. Після чого гурт взяв перерву до середини 1985 року.

### Возз'єднання таSuffer(1986—1988)
Bad Religion повільно реформувався, у 1986 році Граффін запропонував Бентлі повернутись до гурту. Бентлі погодився повернутись лише на одне шоу, проте він отримав стільки задоволення від виступу, що вирішив залишитись у гурті. Нещодавно реабілітований Гуревич, ударник Піт Файнстоун та Грег Гетсон на другій гітарі, повернулись до гурту, Bad Religion повернувся в повному складі.
Незабаром гурт випустив свій третій альбом Suffer у 1988 році.

### No Control,Against the GrainтаGenerator(1989—1992)
Під час туру на підтримку альбому Suffer у 1988 році, Bad Religion розпочали запис «альбому з найкращого матеріалу». На початку 1989 року, коли гурт мав коротку перерву після туру в підтримку альбому Suffer, вони вирішили розпочати роботу над новим альбомом та увійшли до студії Westbeach Recorders у липні цього року для запису нового альбому. В результаті альбом No Control, вийшов у листопаді 1989 року, було продано понад 60,000 копій. До того як вийшов альбом, гурт став одним із найвідоміших хардкор панк гуртів того часу, незважаючи на відсутність мейстрімового успіху.
Хардкор панк-стиль Bad Religion став основою їх наступного альбому, Against the Grain, який вийшов у 1990 році. Було продано понад 100,000 копій. «21st Century (Digital Boy)», був одним з треків цього альбому, в цілому розглядається як одна з найвідоміших пісень гурту, і виконується гуртом у майже в кожному концерті.
Ударник Піт Файнстоун залишив гурт знову у квітні 1991 року для того щоб сфокусуватись на роботі в іншому гурті, The Fishermen, який підписав контракт з великим лейблом, Боббі Шаєр приєднався до гурту як його заміна. У травні 1991 року, Bad Religion увійшли до студії Recorders для того щоб розпочати роботу над матеріалом для їх шостого студійного альбому, Generator, який вийшов 13 березня 1992 року. Альбом, майже повністю був записаний без перерви у студії, тому, що в цей час Гуревич переїхав у просторіше приміщення, та вперше гурт міг грати разом у той же час. Він заявив, що настав «час для змін» та гурт «зробить це у іншій студії, але не раніше ніж будуть написані нові пісні, це була навмисна спроба спробувати щось інше». В підтримку альбому, Bad Religion зняли свій перший кліп на пісню «Atomic Garden», яка також вийшла як перший сингл.
Одночасно з успіхом гурту, Bad Religion випустили збірку, 80-85, у 1991 році. Це переупакування їх дебютного альбому, How Could Hell Be Any Worse?, їхніх двох міні-альбомів, Bad Religion, Back to the Known та три треки для збірки Public Service EP. Ця збірка не містить альбому Into the Unknown. Збірку 80-85 замінили на перезаписану версію 2004 року альбому How Could Hell Be Any Worse? з тим же списком треків.

### Мейнстрімовий успіх та вихід Гуревича з гурту (1993—1995)
Коли альтернативний рок та грандж увірвались у мейнстрім, Bad Religion вирішили залишити Epitaph та перейти у Atlantic Records у 1993 році та швидко перевидали їх сьомий повноцінний альбом Recipe for Hate на новому лейблі в тому ж році. Незважаючи на змішані відгуки від критиків, альбом нарешті прорвався у мейнстрімову аудиторію та отримали свою найвищу позицію чартів США на той час, дебютувавши на 14 позиції у чарті Billboard Heatseekers, з композиціями «American Jesus» та «Struck a Nerve» які стали основними рок хітами на радіо у той час. Також, у 1993, гурт записав пісню «Leaders and Followers» (яка пізніше з'явилась як бонус-трек на японській версії їх наступного альбому) як саундтрек для фільму Кевіна Сміта, Клерки.
Після Recipe for Hate вийшов восьмий студійний альбом гурту, Stranger Than Fiction. Альбом отримав схвальні відгуки від критиків після релізу у вересні 1994 року, та став найуспішнішим альбомом гурту, зокрема такі хіти, як «Infected» та перезаписану версію пісні «21st Century (Digital Boy)», яка початково вийшла у альбомі Against the Grain. Альбом став першим для Bad Religion, що увійшов до чарту Billboard 200; зайнявши 87 позицію, та був нагороджений gold certification 4 березня 1998 року, було продано понад півмільйона копій. Перед релізом Stranger Than Fiction, Гуревич залишив гурт. Офіційною причиною була необхідність проводити більше часу в Epitaph з The Offspring (які щойно видали альбом Smash, який несподівано отримав великий успіх та визнання), що стали одним з найбільших гуртів середини 90-х, але добре відомо, що на момент виходу з Bad Religion, в нього були не найкращі відносини з гуртом. Гуревич, бо багато фанів, звинувачували гурт в продажності через те що вони залишили Epitaph для отримання більшого фінансового успіху, незважаючи на той факт, що сам Гуревич заробляв мільйони на The Offspring сам.
Як наслідок, Граффін почав виконувати на концертах альтернативні версії текстів такі, як «I want to know where Brett gets his crack» чи «I want to know why Gurewitz cracked», на пісню «Stranger Than Fiction». Ці проблеми пояснюються залежністю Гуревича від креку, героїну та інших наркотів які переслідують його протягом багатьох років.
Гуревича замінив гітарист Браян Бейкер, який був членом таких гуртів, як Minor Threat, Dag Nasty та Junkyard. Бейкер відхилив запрошення до R.E.M., що приєднатись до Bad Religion. Після виходу Гуревича, Грег Граффін став єдиним автором текстів пісень у гурті.

### Гурт без Гуревича (1996—2000)

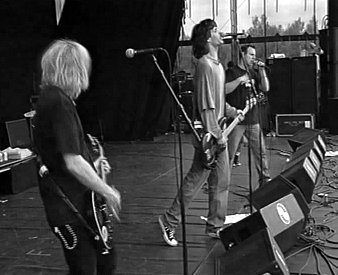
Браян Бейкер (зліва) з Bad Religion, концерт у Нідерландах, 1995.

Bad Religion продовжували виступати та записувати без Брета Гуревича та випустили три нові альбоми на лейблі Atlantic, починаючи з The Gray Race (1996), спродюсований фронтменом гурту Cars Ric Ocasek. Проте жоден з альбомів не здобув такої ж популярності. Вийшли радіо-хіт «A Walk» та європейський реліз пісні «Punk Rock Song» (двома мовами, англійською і німецькою). Гурт отримав успіх у Європі, а їх альбом отримав 6 позицію в німеццькому чарті та Bad Religion отримали свій перший європейський золотий диск у Скандинавії.
У 1998 році, Bad Religion видали свій десятий повноцінний альбом, No Substance, спродюсований Alex Perialas, Ronnie Kimball та самим гуртом. Альбом отримав змішані відгуки як від критиків так і від шанувальників. У підтримку альбому гурт розпочав туп тривалістю один рік.
У 1999 році, Гуревич об'єднав зусилля з Граффіном для написання тексту для пісні, під назвою «Believe It», яка з'явилась на їх наступному альбомі, The New America (2000). Літом 2000 року, передував у трьох-місячному турі по США виступаючи разом з Blink-182.

### Повернення до Epitaph та об'єднання з Гуревичом (2001—2004)
У 2001 році, Bad Religion покинув Atlantic Records. Вони повернулись до Epitaph та Брет Гуревич повернувся у гурт. Розширеним гуртом з шести чоловік записали та видали альбом The Process of Belief (2002).
Їх наступний альбом, The Empire Strikes First, вийшов у червні 2004 року. Так, як The Process of Belief, він розглядається фанами, як повернення до швидкого панк-стилю.
У квітні 2004 року, гурт перевидав всі свої перші шість студійних альбомів на Epitaph Records (за винятком Into the Unknown). How Could Hell Be Any Worse?   перевидання дебютного LP гурту, під новою назвою, містить ті самі композиції, що й на збірці 80-85, включаючи їх перший EP, Public Service EP (з різними версіями пісень Bad Religion, Slaves, та Drastic Actions ніж однойменний EP) та «Back To The Known» EP. Також вийшов live VHS Along the Way на DVD вперше. Хоча Recipe for Hate вийшов на Epitaph, альбом не може бути перевиданий, це пов'язано з тим, що його перевидали на Atlantic, через проблеми з правами власності перезапис є неможливим.

### New Maps of Hell(2005—2008)

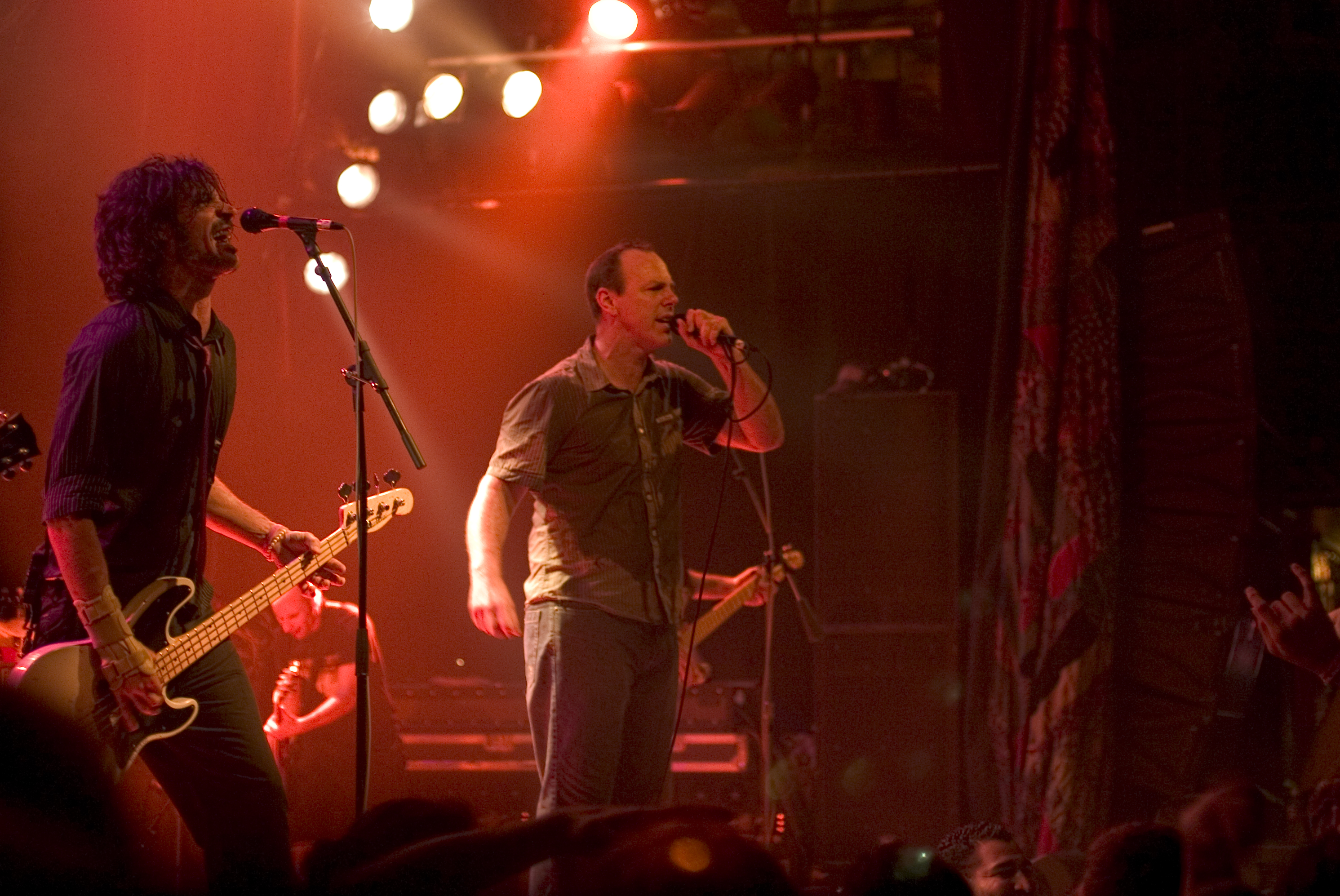
Бентлі (ліворуч) та Граффін (праворуч) з Bad Religion, концерт у House of Blues, 2005.

7 березня 2006 року вийшов концертний DVD, Live at the Palladium. На цьому DVD запис концертного виступу гурту у 2004 році в Hollywood Palladium, а також ексклюзивні інтерв'ю, декілька музичних відео та фото галерея. У одному з інтерв'ю, гітарист Бретт Геревич сказав, що наступний альбом буде вдвічі довшим, проте як виявилося цього не сталось.
Грег Граффін видав свій соло альбом, Cold as the Clay, 11 липня 2006 року.
Чотирнадцятий альбом Bad Religion, New Maps of Hell, вийшов 10 липня 2007 року. 29 липня цього ж року (46-день народження Грега Гетсона), Epitaph Records почав продаж New Maps of Hell на Warped Tour у Pomona, Каліфорнія. Альбом отримав комерційний успіх та подарував три хіти: «Honest Goodbye», «Heroes and Martyrs», та «New Dark Ages», в результаті, New Maps of Hell отримав 35 позицію у чарті Billboard 200, що була найвищою на той момент. Bad Religion також приєднався до 2007 Warped Tour для підтримки альбому.
Гетсон сформував супергурт під назвою Black President, що складався з Чарлі Паулсона (з Goldfinger), Джейсона Крістофера, Вейда Йомена (обидва з Unwritten Law) та Крістіана Мартуччі (з Dee Dee Ramone).
На початку березня 2008 року, Bad Religion грали на декількох нічних концертах у House of Blues, що у Південній Каліфорнії, а також у Лас-Вегас-Стріп. Також вони грали на KROQ Weenie Roast (y Fiesta) 17 травня поряд з такими гуртами як, Flobots, Metallica, The Offspring, Pennywise, Rise Against та Scars on Broadway. Після цього, вони виступили на чотирьох європейських фестивалях в травні і червні.
8 липня 2008, Bad Religion випустили свій перший в історії Deluxe Edition CD, перевидання альбому New Maps of Hell. Deluxe версія містила 16 оригінальних пісень, а також сім нових акустичних треків записаних Граффіном (вокал/гітара) та Гуревичом (гітара/бек-вокал). Три акустичних пісні є новими та записані спеціально для цього релізу, інші 4 треки є новими акустичними версіями пісень гурту. Реліз також містить DVD з одно-годинним концертним виступом гурту, музичні відео, та те що залишилось поза кадром.

### 30 Years LiveтаThe Dissent of Man(2009—2010)

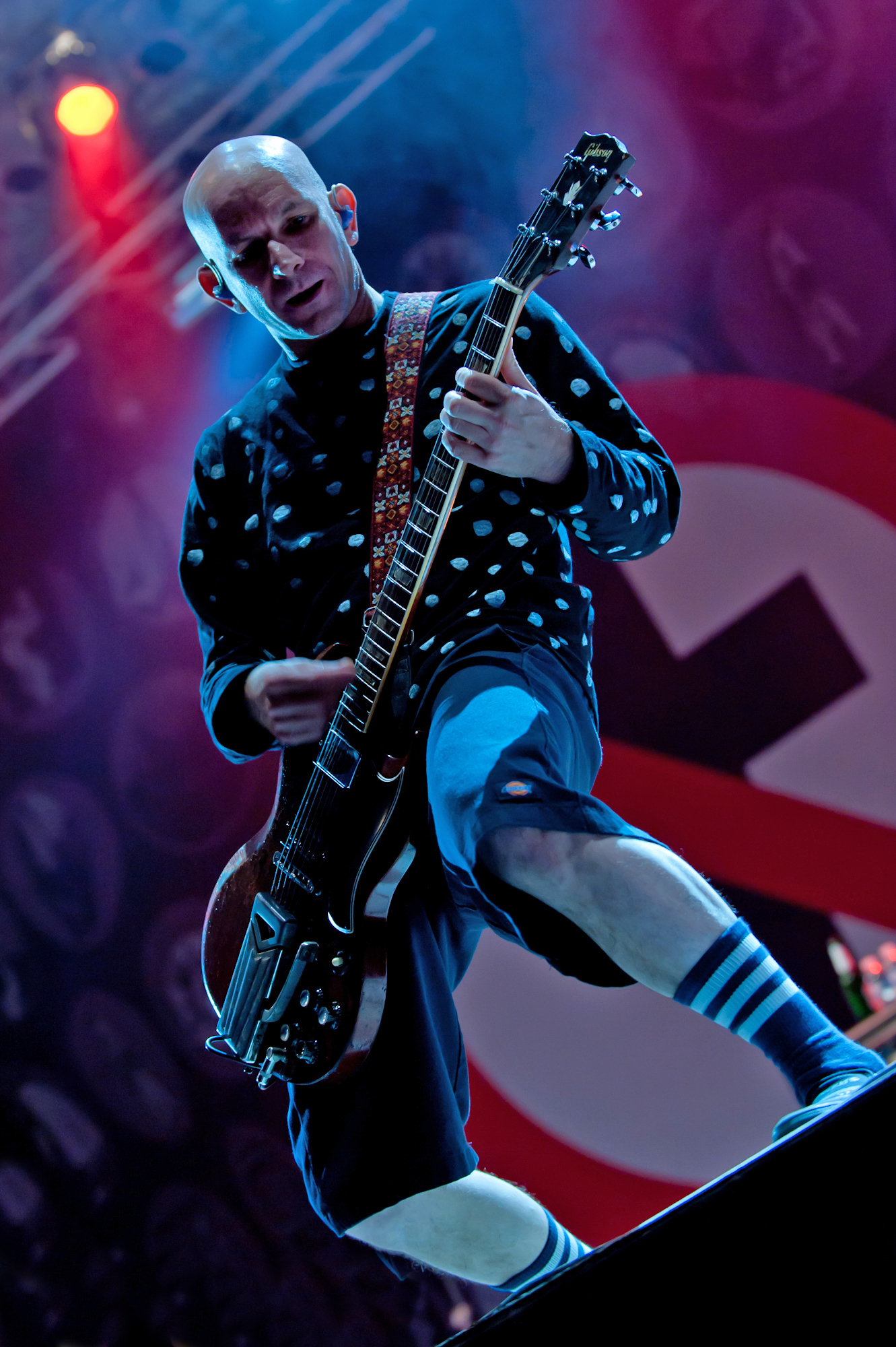
Грег Гетсон під час виступу на «occo del Schlacko», 2010

У червні 2008 року, Джей Бентлі повідомив у інтерв'ю під час Pinkpop Festival у Landgraaf, Нідерланди, що Гуревич вже розпочав запис нового матеріалу для наступного альбому. Бентлі заявив, що гурт планує повернутися в студію, після того, як Граффін закінчить навчання у UCLA, щоб розпочати роботу над New Maps of Hell, має вийти у червні 2009 року. Однак, згідно з інформацією 2008 року з фан-сайту гурту, що Bad Religion має концертні зобов'язання на 2009 рік, та гурт не матиме часу для запису нового альбому приблизно до кінця року.
У серпні 2009 року гітарист Бретт Гуревич направив листа до фан-сайту гурту в якому йдеться, що він написав новий матеріал для наступного альбому Bad Religion.
У грудні 2009 року Бентлі повідомив на фан-сайті гурту, що Bad Religion, планує увійти у студію 26 квітня 2010 року, щоб почати запис нового альбому.
У січні 2010 року Бентлі заявив, що Bad Religion запишуть свій новий альбом на студії в Пасадені з Joe Barresi, який розробляв альбом The Empire Strikes First (2004) та продюсував New Maps of Hell (2007). Незважаючи на заяви Бентлі про вступу до студії в квітні він відзначив, що дату запису перенесено на 1 травня. 6 квітня 2010 Бентлі розповідає у інтерв'ю з KROQ's Kevin and Bean, що датою коли гурт запише свій новий альбом буде 6 травня.
У березні та квітні 2010 року на честь свого 30-річчя, Bad Religion гастролювали по Південній Каліфорнії та Неваді у клубах House of Blues, відігравши на 30 концертах за 30 днів та з 30 піснями щоночі. На концерті House of Blues у Анахаймі 17 березня 2010 року, гурт виконав нову пісню під назвою «Resist-Stance» з їх нового альбому. По завершенні турне, Bad Religion оголосили про вихід концертного альбому, під назвою 30 Years Live, який був доступним для звантажування безкоштовно, для тих хто підписався на розсилку на офіційному сайті гурту. Альбом містив пісні, що виконувались під час концертів House of Blues tour. А також декілька нових пісень з їх 15-го студійного альбому, який тоді ще не вийшов. 30 Years Live розробив Mike Fraser і він вийшов 18 травня 2010 року.
Згідно з звітом на thebrpage.net, гурт почав запис альбому 5 травня 2010 року.
У червні 2-10 року, на The Bad Religion Page [Архівовано 9 серпня 2013 у Wayback Machine.] було повідомлено, що новий альбом вийде 28 вересня 2010 року. Джей (який зареєстрований під ніком jabberwock на The Bad Religion Page) повідомив на стіні сайту, що Bad Religion закінчили запис їх нового альбому. В інтерв'ю на Azkena Rock Festival 26 червня 2010 року, учасники гурту повідомили, що назва нового альбому буде The Dissent of Man. The Dissent of Man вийшов 28 вересня 2010 року. Альбом дебютував на No. 35 у Billboard 200 chart та на No. 6 у Billboard Independent Albums chart. 30 серпня 2010 року, альбомна версія пісні «The Resist Stance» вийшла на сторінці гурту в MySpace. За тиждень до релізу альбому, вона стала доступною для прослуховування на сторінці гурту в MySpace. Гурт провів турне в підтримку альбому протягом 2011 року.
18 жовтня 2010 року, Bad Religion випустив збірку на вінілі всіх альбомів гурту, обмежену 3000 копій, зокрема їх альбом 1983 року Into the Unknown, який не перевидавався понад 25 років.

### True North(2011—2013)
У квітні 2011 року в інтерв'ю з The Washington Examiner, гітариста Браяна Бейкера запитали чи Bad Religion збираються робити новий альбом після The Dissent of Man. На що він відповів, «It's all very punk [attitude] just like it's always been. We will record when we have enough songs. For us, it just kind of happens.»
5 вересні 2012 року (день заснування Bad Religion), було оголошено, що шістнадцятий студійний альбом гурту, True North, буде видано 22 січня 2013 року. Цього ж дня, гурт видав новий сингл «Fuck You». True North отримав переважно позитивні відгуки, та посів 18 позицію у чарті Billboard 200, гурт вперше потрапив у 20-ку та отримав найвищу позицію за всі 34 роки кар'єри.

### Вихід Гетсона з гурту,Christmas Songsта наступний альбом (2013—2017)

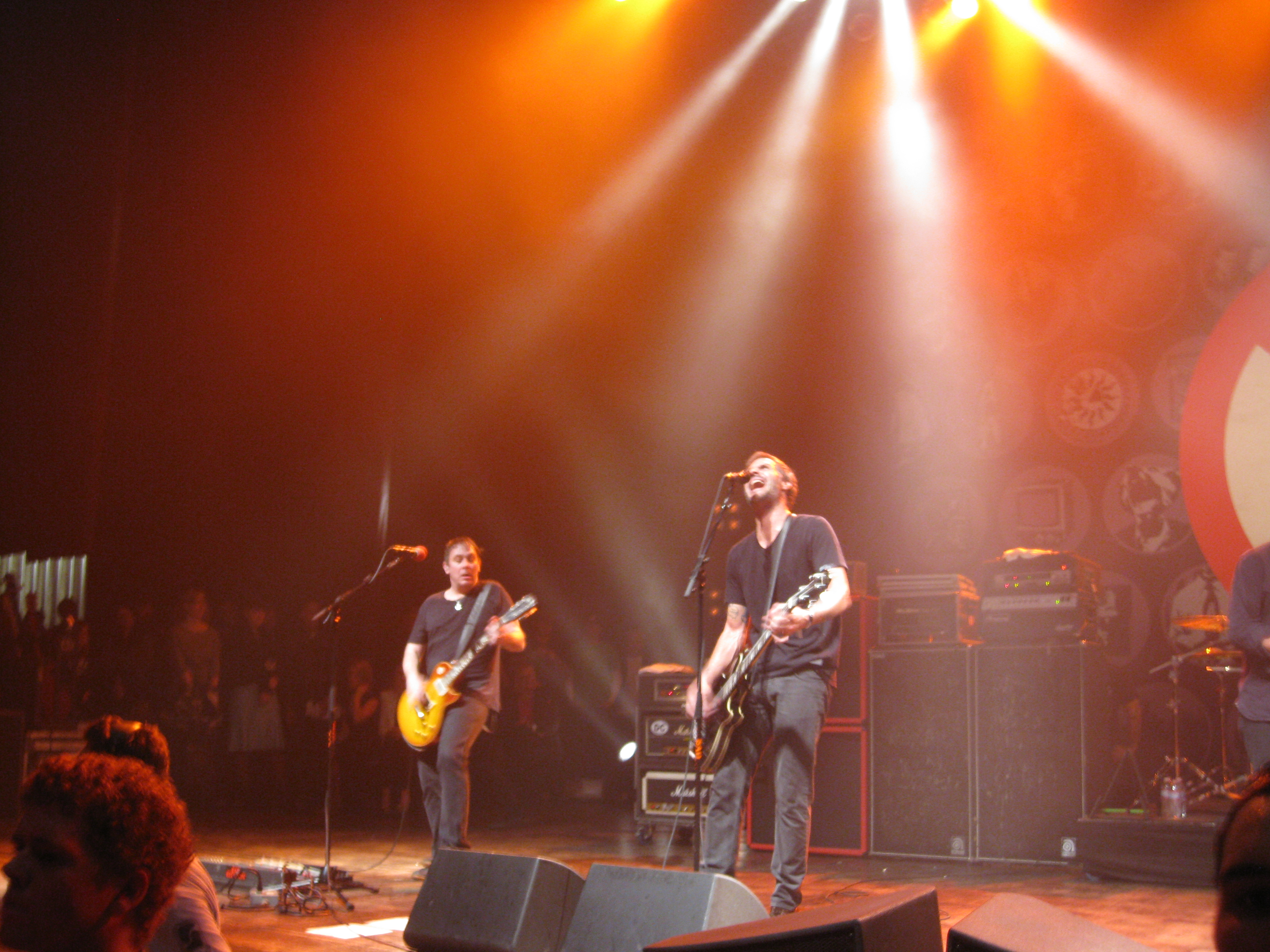
Браян Бейкер (зліва) та басист Джей Бентлі (справа) під час концерту, 2011

В травні 2013 гурт оголошує, що Грег Гетсон залишає гурт (найімовірніше через розлучення з своєю другою дружиною Алією) і Майк Дімкіч займе його місце.
10 вересня 2013 року було оголошено, що Bad Religion видасть свій перший різдвяний альбом під назвою Christmas Songs, 29 жовтня 2013 року. Це їх перший альбом без участі Грега Гетсона з альбому 1983 року Into the Unknown.
У інтерв'ю 2013 року, гітарист Бретт Гуревич оголосив, що Bad Religion почнуть запис сімнадцятого студійного альбому у 2014.
З липня по вересень 2014, Bad Religion вирушили в турне the Summer Nationals Tour разом з Pennywise, the Offspring, The Vandals, Stiff Little Fingers та Naked Raygun.
27 жовтня 2015 року ударник Брукс Вакерман залишив гурт, щоб зосередитись на інших проєктах; через тиждень він приєднався до гурту Avenged Sevenfold. Місце Вакермана зайняв Джеймі Міллер, який також є учасником гуртів ...And You Will Know Us by the Trail of Dead та Snot.

### Age of Unreason (2018–дотепер)
14 лютого 2018 року Грег Граффін опублікував в Twitter фото с Бреттом Гуревичем разом з підписом «New songs in the pipeline», що вказує на підготовку до запису нового альбому. В квітні 2018 року гітарист Браян Бейкер і Гуревич опублікували фото в своїх Instagram-аккаунтах, з яких стало очевидно, що гурт працює над новим записом. 20 червня 2018 року Bad Religion видали перший за 5 років сингл «The Kids Are Alt-Right». 17 жовтня вийшов другий сингл «The Profane Rights of Man». 28 жовтня Гуревич опублікував в своєму Instagram фото с підписом «mission accomplished», що разом з фотографіями в Instagram-аккаунтах інших учасників гурту за жовтень говорить про завершення запису альбому.
26 лютого 2019 року, Bad Religion оголосили назву свого сімнадцятого студійного альбому, Age of Unreason, а також вийшов основний сингл альбому «Chaos from Within», альбом видано 3 травня.

## Склад гурту
- Грег Граффін (Greg Graffin) — вокал (1979—дотепер)
- Бретт Гуревич (Brett Gurewitz) — гітара (1979—1983, 1986—1994, 2001—дотепер)
- Джей Бентлі (Jay Bentley) — бас-гітара (1979—1982, 1986—дотепер)
- Брайян Бейкер (Brian Baker) — гітара (1994—дотепер)
- Майк Дімкіч (Mike Dimkich) — гітара, бек-вокал (2013—дотепер)
- Джеймі Міллер (Jamie Miller) — ударні (2015—дотепер)

### Колишні учасники
- Джей Зіскраут (Jay Ziskrout) — ударні (1980—1981)
- Піт Файнстоун (Pete Finestone) — ударні (1981—1982, 1984—1985, 1986—1991)
- Пол Дедона (Paul Dedona) — бас-гітара (1982—1984)
- Тім Геллегос (Tim Gallegos) — бас-гітара (1984—1985)
- Боббі Шаєр (Bobby Schayer) — ударні (1991—2001)
- Деві Голдмен (Davy Goldman) — ударні (1982—1984)
- Грег Гетсон (Greg Hetson) — гітара (1984—2013)
- Брукс Вакерман (Brooks Wackerman) — ударні (2001—2015)

### Сесійні учасники
- Джон Альберт (John Albert) — ударні (1985)
- Лакі Лерер (Lucky Lehrer) — ударні (1986)

## Концертні тури
- Ранні шоу (1980—1987)
- Suffer Tour (1988—1989)
- No Control Tour (1990)
- Against the Grain Tour (1991)
- Generator Tour (1992—1993)
- Recipe for Hate Tour (1993—1994)
- Stranger Than Fiction Tour (1994—1995)
- The Gray Race Tour (1996—1997)
- No Substance Tour (1998—1999)
- The New America Tour (2000—2001)
- The Process of Belief Tour (2002—2003)
- The Empire Strikes First Tour (2004—2006)
- New Maps of Hell Tour (2007—2009)
- 30 Years Live Tour (2010)
- The Dissent of Man Tour (2010—2011)
- Rise Against and Four Year Strong Tour (2011)
- Australian Soundwave Tour (2012)
- True North Tour (2013—2014)
- Summer Nationals Tour разом з the Offspring та Pennywise (2014)
- North American and European Tours (2015)
- South American and European Tours (2016)
- The Vox Populi Tour разом з Against Me! та Dave Hause (2016)
- European Tour (2017)
- Punk in Drublic Tour (2017)

## Дискографія
Студійні альбоми
- How Could Hell Be Any Worse? (1982)[51][52]
- Into the Unknown (1983)
- Suffer (1988)
- No Control (1989)
- Against the Grain (1990)
- Generator (1992)
- Recipe for Hate (1993)
- Stranger Than Fiction (1994)
- The Gray Race (1996)
- No Substance (1998)
- The New America (2000)
- The Process of Belief (2002)
- The Empire Strikes First (2004)
- New Maps of Hell (2007)
- The Dissent of Man (2010)
- True North (2013)
- Age of Unreason (2019)